# Половинний (Верхньопишминський міський округ)
Полови́нний (рос. Половинный) — селище у складі Верхньопишминського міського округу Свердловської області.
Населення — 147 осіб (2010, 83 у 2002).
Національний склад станом на 2002 рік: росіяни — 69 %.